# Lumane Casimir
Lumane Casimir, née à Plaisance en 1914, et morte en 1955,  est  une musicienne spécialisée dans le chant et la guitare.

## Biographie
Lumane Casimir a grandi à Gonaïves et à l'âge de 14 ans, est partie pour Port-au-Prince. Elle a commencé à composer sa propre musique à l'adolescence et a chanté avec plusieurs groupes de musique populaire comme: The Legba Choir, Troupe folkorique national et Jazz. Elle acquiert une reconnaissance publique en tant qu'artiste à partir de 1945. Sa carrière l'a fait voyager à Cuba, Panama, États-Unis avec des troupes de danse et d'autres artistes. Elle est la première femme guitariste de l'histoire de la musique haïtienne. Elle accompagne Celia Cruz et le portoricain Daniel Santos. Son répertoire le plus marqué par le public était la musique traditionnelle, comme « Papa Gede Bèl Gason », « Panama M Tonbe ». Ils lui ont donné le titre de « reine de la meringue » et « impératrice de la musique haïtienne ». En 1951, Lumane Casimir perd sa popularité et commence à connaître une situation économique difficile. Elle est décédée en 1955 à l'âge de 35 ans. 

## Discographie
- Panama tombe, «Volonté» album Spécial Souvenir albòm int,Lumane Casimir 1949[3]
- Tambou frappé, Dodof Legros 1950
- Caroline Cao, Lumane Casimir
- Cout sel, Super Jazz des jeunes, albòm Fleur de Mai, 1969
- Yoyo, Diane Adrian albòm Carribean nights, 1955
- Profonds regrets, Super Jazz des jeunes, albòm fleur de mai, 1969
- Caroline Acao, Issa El Saieh, albòm La belle époque, 2007
- Icit en Haiti, Lumane Casimir
- Solo Ti Roro, Roots of Haiti, vol 6, albòm The best of Ti Roro
- Guede bel gaçon, «Volonté»